# Aptesis acuminata
Aptesis acuminata är en stekelart som först beskrevs av Joseph Kriechbaumer 1899.  Aptesis acuminata ingår i släktet Aptesis och familjen brokparasitsteklar. Inga underarter finns listade.